# Piattaforma (tuffi)

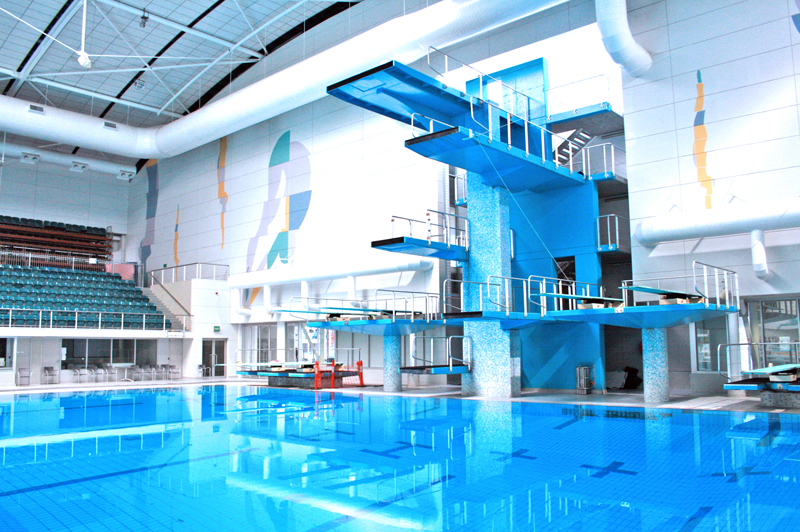
Piattaforma per tuffi in una piscina coperta in Australia.

Una piattaforma per tuffi è una struttura utilizzata per i tuffi a livello di competizione sportiva. Essa è costituita da una "torre" munita di una o più piattaforme orizzontali che si protendono su una piscina. Nei tuffi dalla piattaforma, il tuffatore salta dalla piattaforma più elevata posta a 10 metri dalla superficie dell'acqua. L'altezza delle piattaforme − 10 m, 7,5 m o 5 m − consente agli atleti di esibirsi in movimenti acrobatici previsti dalle regole sportive. Esistono anche piattaforme poste a 3 e 1 m di norma utilizzate per gli esordienti o per gli allenamenti. Le piattaforme omologate dalla FINA debbono essere lunghe almeno 6 m e larghe 2 m. La maggior parte di esse è ricoperta da materiale non sdrucciolevole per evitare che gli atleti possano scivolare.
Tutte e tre le piattaforme vengono utilizzate nei campionati JO ed NCAA. Ogni altezza distingue un diverso grado di difficoltà (DD) e pertanto consente l'assegnazione di punteggi diversi.